# Битрейт
Битре́йт (от англ. bitrate) — количество бит, используемых для передачи/обработки данных в единицу времени. Битрейт принято использовать при измерении эффективной скорости передачи потока данных по каналу, то есть минимального размера канала, который сможет пропустить этот поток без задержек.
Битрейт выражается битами в секунду (бит/c, bps), а также производными величинами с приставками кило- (кбит/с, kbps), мега- (Мбит/с, Mbps) и т. д.
Скорость передачи данных с использованием битов в секунду блока (символ: «бит/с»), часто применяется в сочетании с приставками из международной системы измерения единиц (СИ), такими как «кило» (1 кбит/с = 1000 бит/с), «мега» (1 Мбит/с = 1000 кбит/с), «гига» (1 Гбит/с = 1000 Мбит/с) или «тера» (1 Тбит/с = 1000 Гбит/с). Нестандартная аббревиатура «bps» часто используется для замены стандартного символа «бит/с», так что, например, «1 Мбит» используется для обозначения одного миллиона бит в секунду.
Один байт в секунду (1 Б/с) соответствует восьми битам в секунду (8 бит/с). Кроме того, могут использоваться двоичные приставки киби-, меби-.

## Характеристики
В форматах потокового видео и аудио (например, MPEG и MP3), использующих сжатие c потерей качества, параметр «битрейт» выражает степень сжатия потока и, тем самым, определяет размер канала, для которого сжат поток данных. Чаще всего битрейт звука и видео измеряют в килобитах в секунду (англ. kilobit per second, kbps), реже — в мегабитах в секунду (только для видео).
Существует три режима сжатия с потерями потоковых данных:
- CBR (англ. Constant bitrate) — с постоянным битрейтом;
- VBR (англ. Variable bitrate) — с переменным битрейтом;
- ABR (англ. Average bitrate) — с усреднённым битрейтом.

### Постоянный битрейт
Постоянный битрейт — вариант кодирования потоковых данных, при котором пользователь изначально задаёт необходимый битрейт, который не меняется на протяжении всего файла.
Его главное достоинство — возможность довольно точно предсказать размер конечного файла.
Однако вариант с постоянным битрейтом не очень подходит для музыкальных произведений, звучание которых динамично изменяется во времени, и для видео с чередованием динамичных и статичных сцен, так как не обеспечивает оптимального соотношения размер/качество.

### Переменный битрейт
С переменным битрейтом кодек выбирает значение битрейта исходя из параметров (уровня желаемого качества), причём в течение кодируемого фрагмента битрейт может изменяться. При сжатии звука нужный битрейт определяется на основе психоакустической модели. Данный метод даёт наилучшее соотношение качество/размер выходного файла, однако точный его размер оказывается очень плохо предсказуем. В зависимости от характера звука (или изображения, в случае кодирования видео), размер полученного файла может отличаться в несколько раз.

### Усреднённый битрейт
Усреднённый битрейт является гибридом постоянного и переменного битрейтов: значение в кбит/c задаётся пользователем, а программа варьирует его в некоторых пределах. Однако, в отличие от VBR, кодек с осторожностью использует максимально и минимально возможные значения, не рискуя выйти за заданную пользователем среднюю величину. Этот метод позволяет наиболее гибко задавать скорость обработки (для аудио это может быть любым числом между 8 и 320 кбит/с, против чисел, кратных 16 в методе CBR) и с гораздо большей (по сравнению с VBR) точностью предсказывать размер выходного файла.

## MP3
Формат MP3 сжатия аудио с потерями данных. Качество звука улучшается с увеличением битрейта:
- 32 кбит/с — как правило, приемлемо только для речи
- 96 кбит/с — как правило, используется для передачи речи или потокового звука низкого качества
- 128 или 160 кбит/с — начальный уровень кодирования музыки
- 192 кбит/с — приемлемое качество кодирования музыки
- 256 кбит/с — высокое качество кодирования музыки
- 320 кбит/с — наивысшее качество кодирования, поддерживаемое стандартом MP3

## Другое аудио
- 700 бит/с — наинизший битрейт, используемый речевым кодеком Codec2 с открытым исходным кодом; голос едва распознаётся, битрейт 1,2 кбит/с даёт гораздо лучший звук
- 800 бит/с — минимально необходимый уровень для распознавания речи, используется в специализированных речевых кодеках FS-1015
- 2,15 кбит/с — минимальный битрейт кодека Speex с открытым исходным кодом
- 6 кбит/с — минимальный битрейт кодека Opus с открытым исходным кодом
- 8 кбит/с — телефонное качество звука с использованием речевых кодеков
- 32—500 кбит/с — битрейт сжатия аудио с потерей данных с помощью Ogg Vorbis
- 256 кбит/с — битрейт в Digital Audio Broadcasting (DAB) MP2 для передачи сигнала высокого качества
- 400—1411 кбит/с — битрейт у форматов сжатия аудио без потерь, например FLAC, WavPack или Monkey’s Audio
- 1411,2 кбит/с — битрейт у формата LPCM, используемого для кодирования звука в аудио-CD
- 5644,8 кбит/с — битрейт у аудиопотока DSD, используемого в дисках Super Audio CD
- 6,144 Мбит/с — битрейт у E-AC-3 (Dolby Digital Plus) — улучшенной системы кодирования на базе кодека AC-3
- 9,6 Мбит/с — битрейт у DVD-Audio — цифрового формата высококачественного аудио на DVD. DVD-Audio не предназначен для видео и не то же самое, что видеодиски DVD с концертами или музыкальными клипами; эти диски не могут быть воспроизведены на стандартном DVD-плеере без логотипа DVD-Audio
- 18 Мбит/с — битрейт улучшенного аудиокодека без потерь на основе Meridian Lossless Packing

## Видео
- 16 кбит/с — качество видеофона (минимум, необходимый для картинки «говорящая голова» с использованием различных схем сжатия видео)
- 128—384 кбит/с — качество бизнес-ориентированных видеоконференций со сжатием видео
- 400 кбит/с — видео YouTube с разрешением 240p (с кодированием H.264)
- 750 кбит/с — видео YouTube с разрешением 360p (с кодированием H.264)
- 1 Мбит/с — видео YouTube с разрешением 480p (с кодированием H.264)
- 1,15 Мбит/с макс — VCD (с кодированием MPEG1)56
- 2,5 Мбит/с — видео YouTube с разрешением 720p (с кодированием H.264)
- 3,5 Мбит/с (среднее) — телевидение стандартного разрешения (с уменьшением битрейта от сжатия MPEG-2)
- 3,8 Мбит/с — видео YouTube с разрешением 720p и частотой 60 кадр/с (с кодированием H.264)
- 4,5 Мбит/с — видео YouTube с разрешением 1080p (с кодированием H.264)
- 6,8 Мбит/с — видео YouTube с разрешением 1080p и частотой 60 кадр/с (с кодированием H.264)
- 9,8 Мбит/с (максимум) — DVD (с кодированием MPEG2)
- 8—15 Мбит/с (среднее) — телевидение высокой чёткости (с уменьшением битрейта от сжатия MPEG-4 AVC)
- 19 Мбит/с (примерно) — видео высокой чёткости с разрешением 720p (с кодированием MPEG-2)
- 24 Мбит/с (максимум) — формат AVCHD (с кодированием MPEG4 AVC)
- 25 Мбит/с (примерно) — видео высокой чёткости с разрешением 1080i (с кодированием MPEG-2)
- 29,4 Мбит/с (максимум) — HD DVD
- 40 Мбит/с (максимум) — диск Blu-Ray с разрешением 1080p (с кодированием MPEG-2, MPEG-4 AVC или VC-1)
- 250 Мбит/с (максимум) — DCP (с кодированием JPEG 2000)
- 1,4 Гбит/с — 10-бит 4:4:4 несжатого 1080p и частотой 24 кадр/с